# Bílý tesák
Bílý tesák je román amerického spisovatele Jacka Londona.
London navazuje na své nejznámější dílo Volání divočiny, avšak nyní se věnuje opačnému procesu, kdy se z divokého vlka stává domestikovaný pes. Jedním z důležitých témat je otázka vlivu prostředí na osobnost a chování jedince. V nehostinné severské pustině přežívají jen ti nejsilnější, ale London se v románu snaží ukázat, že láska a laskavost může povahu měnit stejně dobře jako násilí.
Román začal psát 27. června 1905 a dokončil ho krátce před svatbou se svou druhou manželkou Charmian Kittredge. Nejprve vycházel jako seriál v časopise The Outing Magazine (květen – září 1906) a následně byl téhož roku vydán i knižně.
Odehrává se na konci 19. století během zlaté horečky na americkém severozápadě, v dnešním kanadském teritoriu Yukon a americkém státě Aljaška. Převážná část knihy je napsána z pohledu Bílého tesáka nebo ostatních vlků a psů. Jeho prvním majitelem byl indián Šedý bobr, poté zbabělý Hezoun Smith, který jej týral, a nakonec inženýr Weedon Scott, který se k němu choval velmi laskavě.

## Postavy

### Zvířata
- Bílý tesák (White Fang) – hlavní zvířecí postava
- Kiča (Kiche) – matka Bílého tesáka
- Jednooký (One-Eye) – otec Bílého tesáka
- Lip-Lip – soupeř Bílého tesáka ze smečky štěňat v indiánském táboře, o málo starší
- Čeroki (Cherokee) – soupeř Bílého tesáka ve psím souboji
- Collie – družka Bílého tesáka

### Lidé
- Bill – zemře při honu na vlčici
- Henry
- Šedý bobr – vychoval ho v psa
- Hezoun Smith – byl krutý a týral ho
- Weedon Scott – poslední majitel
- Matt
- soudce Scott – otec Weedona Scotta
- Jim Hall

## Děj

### První část
Dva muži, Bill a Henry, a jejich šestičlenné psí spřežení putují nehybnou zasněženou krajinou, pronásledováni hladovou vlčí smečkou. Snaží se dopravit rakev s lordem Alfredem do Fort McGurry. Vychytralá narezlá vlčice v noci přichází k tábořišti a postupně odláká tři psy do lesa. Při pokusu odlákat i čtvrtého, se Bill rozhodne vlčici zpacifikovat a vydá se s puškou do lesa, přestože zbývají pouhé tři náboje. Bill se však již nevrátí a Henry nakonec zůstává sám. Vlci se každou noc stávají odvážnějšími a přibližují se k ohnivému kruhu kolem Henryho, aby svůj lov dokončili. Vyčerpaného Henryho v poslední chvíli zachraňuje skupinka mužů, která pátrá po lordu Alfredovi.
První část stojí poněkud mimo zbytek knihy, mohla by vystupovat i jako samostatná hororová povídka. K osudu Henryho ani lorda Alfreda se již v dalším textu London nevrací, avšak v duchu naturalismu seznamuje čtenáře s drsným životem na severu.

### Druhá část
Vyrušená vlčí smečka se musí vzdát kořisti, naštěstí brzy narazí na několik losů a období hladu končí. Smečka se postupně rozpadá na menší skupinky, až nakonec s vlčicí zůstávají jen tři vlci - starý jednooký vlk, mladý vůdce smečky a tříroček. Svedou o vlčici souboj, který přežije zkušený Jednooký a získává si tak přízeň vlčice. Dál putují spolu krajinou, dokud vlčice nepocítí potřebu najít úkryt, kde by vrhla mláďata.
Mezi štěňaty je jedno šedé, silnější, živější a zvědavější než ostatní, které jako jediné z vrhu přežije další období hladu. Šedý vlček zkoumá okolní svět a seznamuje se se zákonem masa: žer, nebo budeš sežrán.

### Třetí část
Zatímco druhá část popisuje život v divočině, ve třetí části je šedý vlček nucen naučit se, jak žít mezi lidmi a s ostatními psy.
Jeden z indiánů pozná ve vlčici Kiču - poloviční fenu psa a poloviční vlčici, která patřila jeho bratrovi, než utekla mezi vlky. Šedý bobr odvádí Kiču i její štěně, pojmenované Bílý tesák, do indiánského tábora u řeky Mackenzie. Bílý tesák je překvapen náhlou podřízeností své matky, považuje proto lidi za mocné bohy a učí se být poslušen jejich vůli.
Vlčí původ štěněte však vyvolává v ostatních psech nedůvěru a do čela nepřátel Bílého tesáka se postaví stejně starý Lip-Lip. Neustálé pronásledování a rvačky s ostatními nutí Bílého tesáka být chytřejším, obratnějším, lstivějším a současně zlostnějším a divočejším. V indiánském táboře zůstává zpočátku jen proto, že čeká, až se jeho matka, kterou byl Šedý bobr nucen prodat, vrátí zpět. Přílišná závislost na bozích mu však již nedovoluje uposlechnout volání divočiny a stává se z něj tažný pes. Vzdává se svobody výměnou za jídlo, ochranu a společnost, svému pánovi ale slouží z povinnosti, nikoli z lásky.

### Čtvrtá část
V létě roku 1898 se Šedý bobr vydává do Fort Yukonu prodávat kožešiny zlatokopům. Bílý tesák poprvé vidí bílé muže, kteří se mu zdají být mnohem mocnějšími bohy než indiáni. Jejich psi jsou však slabí a Bílý tesák se baví vyvoláváním rvaček, které obvykle končí smrtí vyprovokovaného psa. Psí šarvátky vzbudí zájem Hezouna Smithe, zbabělého a ošklivého muže, jenž se snaží divokého Tesáka získat. Šedý bobr jeho nabídkám odolává, ale vytrvalý Smith z něj udělá alkoholika a nakonec vlka koupí za pár lahví whisky.
Hezoun Smith Bílého Tesáka psychicky a fyzicky týrá, aby stvořil nejzuřivějšího psího zápasníka. Stane se z něj zkušený zabiják, až jednou při zápasu s buldokem Čerokim mu poprvé hrozí téměř jistá smrt. Zachraňuje ho důlní inženýr Weedon Scott a polomrtvého psa od Smitha kupuje.
Trpělivému Weedonovi se časem podaří získat Tesákovu důvěru. Stává se jeho „učitelem lásky“.

### Pátá část
Poslední část popisuje spokojený život Bílého Tesáka na kalifornské farmě v údolí Santa Clara patřící Weedonovu otci, soudci Scottovi. Jeho posledním úkolem je potlačit své lovecké pudy a naučit se vycházet s ostatními domácími zvířaty. V závěru zachraňuje soudce Scotta před uprchlým zločincem Jimem Hallem a přestože je po střetu těžce zraněn, přežívá. Kniha končí v romantickém duchu, když Tesák ukazuje Weedonovi svá štěňata, která má s ovčáckou fenou Collie.

## Filmové zpracování
Na motivy knihy bylo natočeno mnoho filmů. Nejrozšířenější je verze z roku 1991, režírovaná Randalem Kleiserem s Ethanem Hawkem v hlavní roli.
- White Fang (1925, USA, čb) – němý film
- White Fang (1936, USA, čb)
- Belyy klyk (1946, SSSR, čb)
- Zanna Bianca (1973, Itálie)
- Il Ritorno di Zanna Bianca (1974, Itálie)
- White Fang (1991, USA)
- White Fang (1993, Kanada) - seriál
- White Fang 2: Myth of the White Wolf (1994, USA)
- White Fang (1997, USA)
- White Fang (2018, Francie) – animované zpracování, originální název je Croc-Blanc[1]